# Canal du Verdon
Le canal du Verdon est un canal d'irrigation en Provence-Alpes-Côte d'Azur, construit de 1866 à 1875, pour amener l'eau du Verdon à Aix-en-Provence. Il est progressivement abandonné dans les années 1970, au profit du canal de Provence.

## Histoire
Les besoins en eau de la ville d'Aix-en-Provence et des communes environnantes conduisent à décider en 1857 la construction du canal du Verdon, ou canal d'Aix.
Concédé à la ville d’Aix en 1863, il est commencé par la compagnie anglaise French Irrigation Company, et terminé par la Compagnie générale de canaux et travaux publics. Plus de 500 ouvriers ont participé aux aménagements, tous des bagnards condamnés aux travaux forcés.
Le barrage de prise d’eau, commencé en 1866 en amont du village de Quinson, a été achevé en 1869. Le 15 août 1875, les eaux du Verdon arrivent à Aix-en-Provence, à la fontaine de la Rotonde, que certaines publications mal informées, présentent comme "spécialement construite à cet effet" ce qui est faux. En effet, la fontaine est inaugurée en 1860, soit plusieurs années avant le début des travaux du canal du Verdon. Au total, les travaux s’étalent sur une quinzaine d’années et s’achèvent vers 1878, l’eau du Verdon pouvant alimenter les communes d’Aix-en-Provence, Venelles, Rognes, Saint-Cannat et Lambesc : près de 3 000 hectares ont pu ainsi être irrigués, grâce aux techniques traditionnelles dites à la raie et au tour d’arrosage.

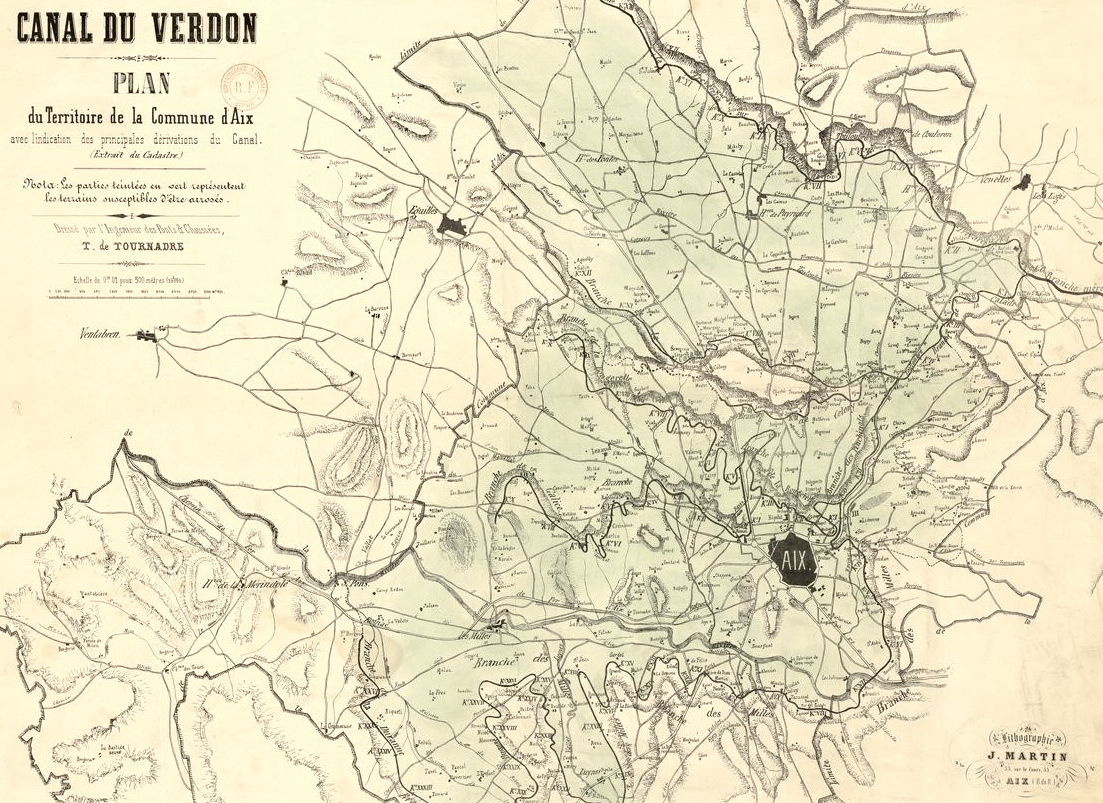
Les principales branches de dérivation sur le plan de Théophile de Tournadre.

Dans la période précédant la Seconde Guerre mondiale, les concessionnaires successifs du canal du Verdon n’ayant pu assurer sa saine gestion, ses ouvrages se trouvaient dans un état de dégradation avancé, menaçant l’approvisionnement de la ville d’Aix-en-Provence. En 1927, la concession de cet ouvrage fut alors reprise par le département des Bouches-du-Rhône. Quelques travaux d’extension et de rénovation furent entrepris après la guerre, mais au fil du temps, les besoins sans cesse plus grands de la population et la dégradation de l’ouvrage ne permirent plus son exploitation. Il est alors progressivement remplacé par le canal de Provence entre 1969 et 1980.
Au maximum de son développement en 1969, l'ensemble du canal du Verdon et de ses extensions représentait 750 km de canaux dont 226 en propriété et 524 en servitude. Le débit prélevé était toujours limité à 4 500 l/s et 800 l/s étaient perdus en route (10 l/s par km). La distribution de l'eau se faisait par des réseaux de canaux à ciel ouvert et par des canalisations. Les irrigations pratiquées étaient selon les secteurs, soit traditionnelles et gravitaires dans les anciens périmètres, soit modernes et sous pression dans les nouveaux réseaux.

## Un exploit technique
La construction du canal du Verdon est un exploit technique reconnu à l’Exposition universelle de 1878 à Paris,, et à l'Exposition universelle de 1880 à Melbourne.
La branche mère du canal est longue de 82 km et traverse les communes de Régusse, Montmeyan, Quinson, Saint-Julien-le-Montagnier, Esparron-de-Verdon, et Ginasservis, avant d’atteindre Rians, Jouques, Peyrolles-en-Provence, Meyrargues puis Venelles. La partie la plus remarquable est la traversée des basses gorges du Verdon, sur 8 kilomètres. Le canal, tantôt en souterrain, tantôt soutenu par des murs contre des rochers à pic, n’est accessible qu’au moyen d’un sentier creusé dans le rocher. Les souterrains, au nombre de 61, y atteignent ensemble une longueur de 3 km. En dehors des gorges, le canal a exigé en outre 20 souterrains ayant ensemble une longueur de 16 km, 3 ponts-aqueducs de 32 m, 89 m, et 121 m de long et 14 m, 16 m, et 21 m de haut, 4 grands siphons, 66 aqueducs, 13 ponts par-dessous, 95 passages par-dessus, et 6 km de murs de berges.
Les branches de dérivation sont au nombre de huit. Les principaux ouvrages dont elles ont nécessité l’exécution sont le pont-aqueduc de Calèche, d’une longueur de 1 116 m, et le siphon de l'Arc sur la branche des Milles.

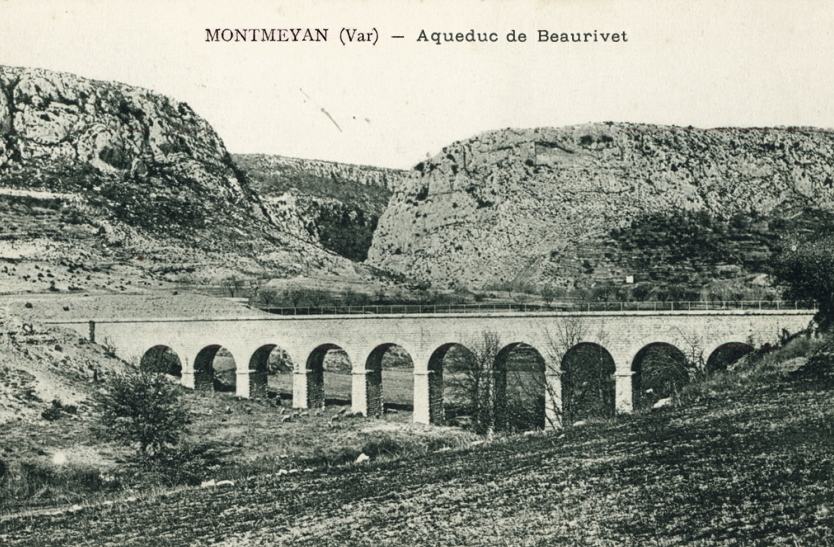
Pont-aqueduc de Beaurivet en 1895.
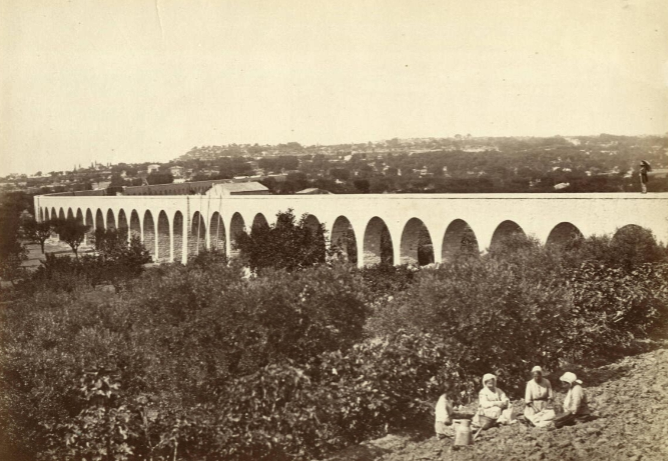
Pont-aqueduc de Calèche en 1904.
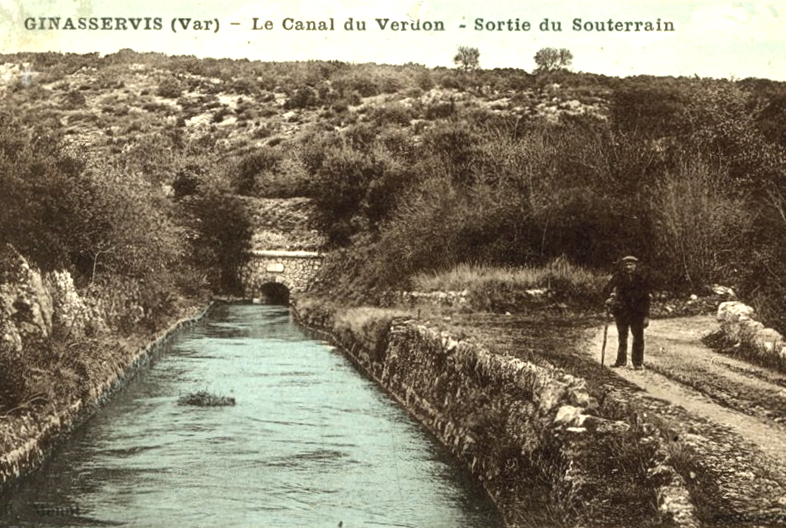
Souterrain de Ginasservis en 1905.
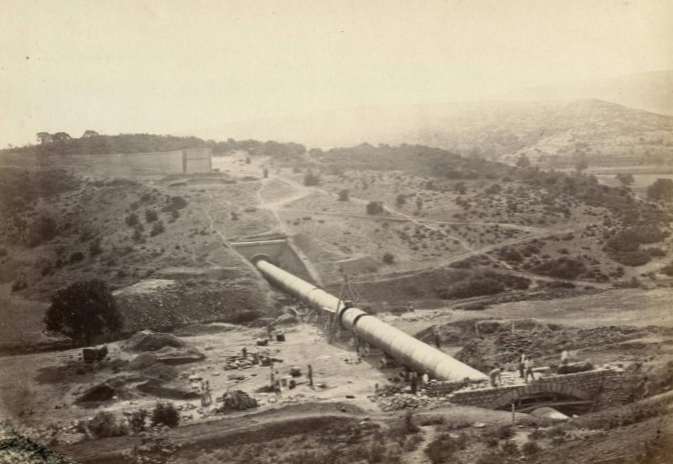
Le siphon de la Lauvière en 1870.
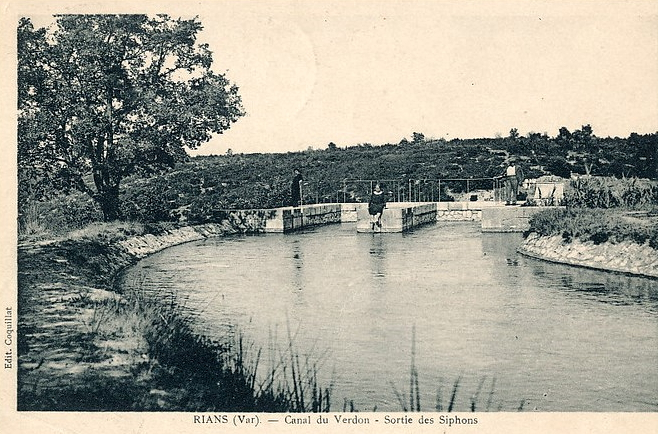
Le siphon de Rians en 1905.

Aujourd'hui, l'aqueduc de Calèche est fragmenté au niveau de la route de Sisteron.

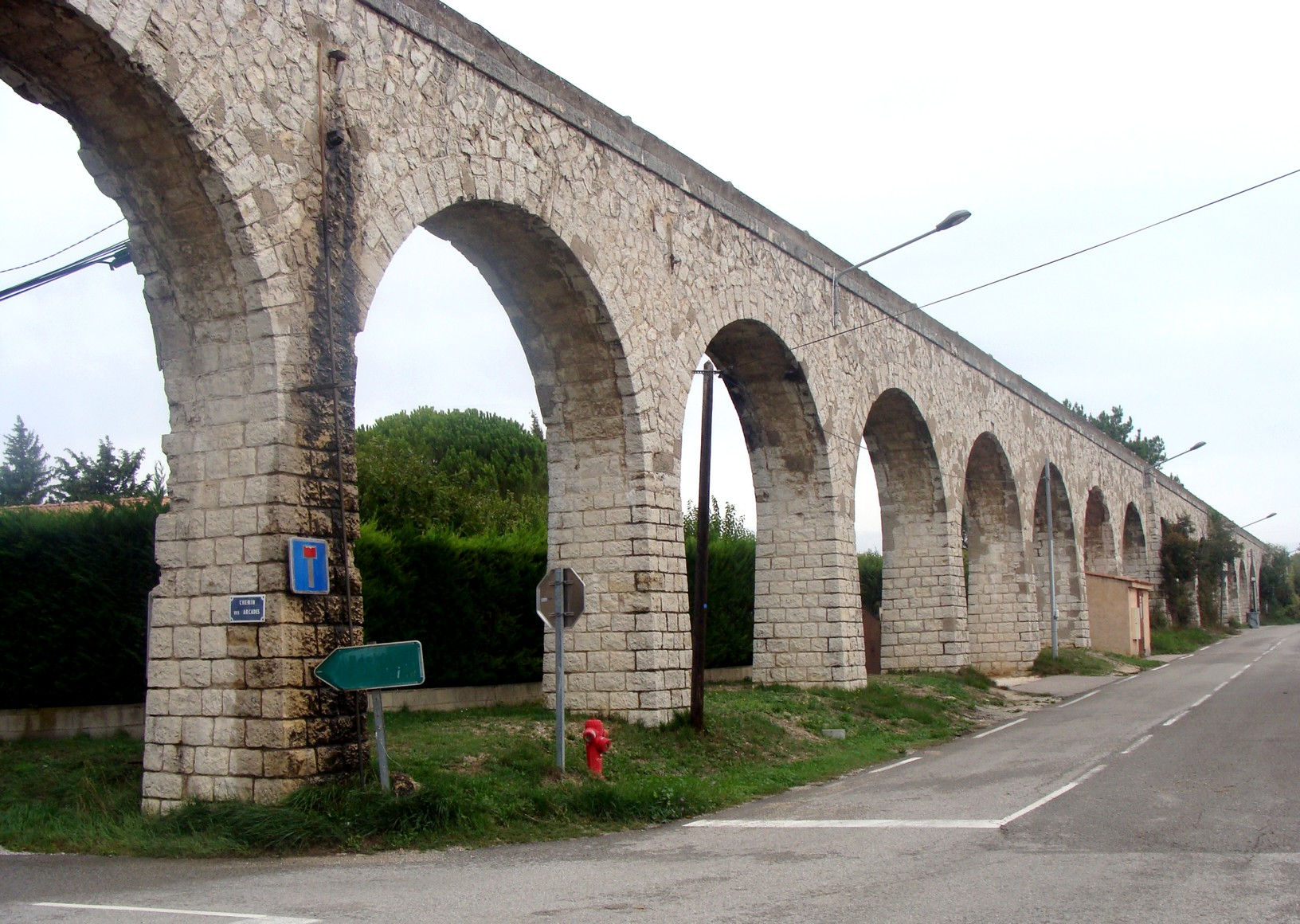
Aqueduc de Calèche en 2019.
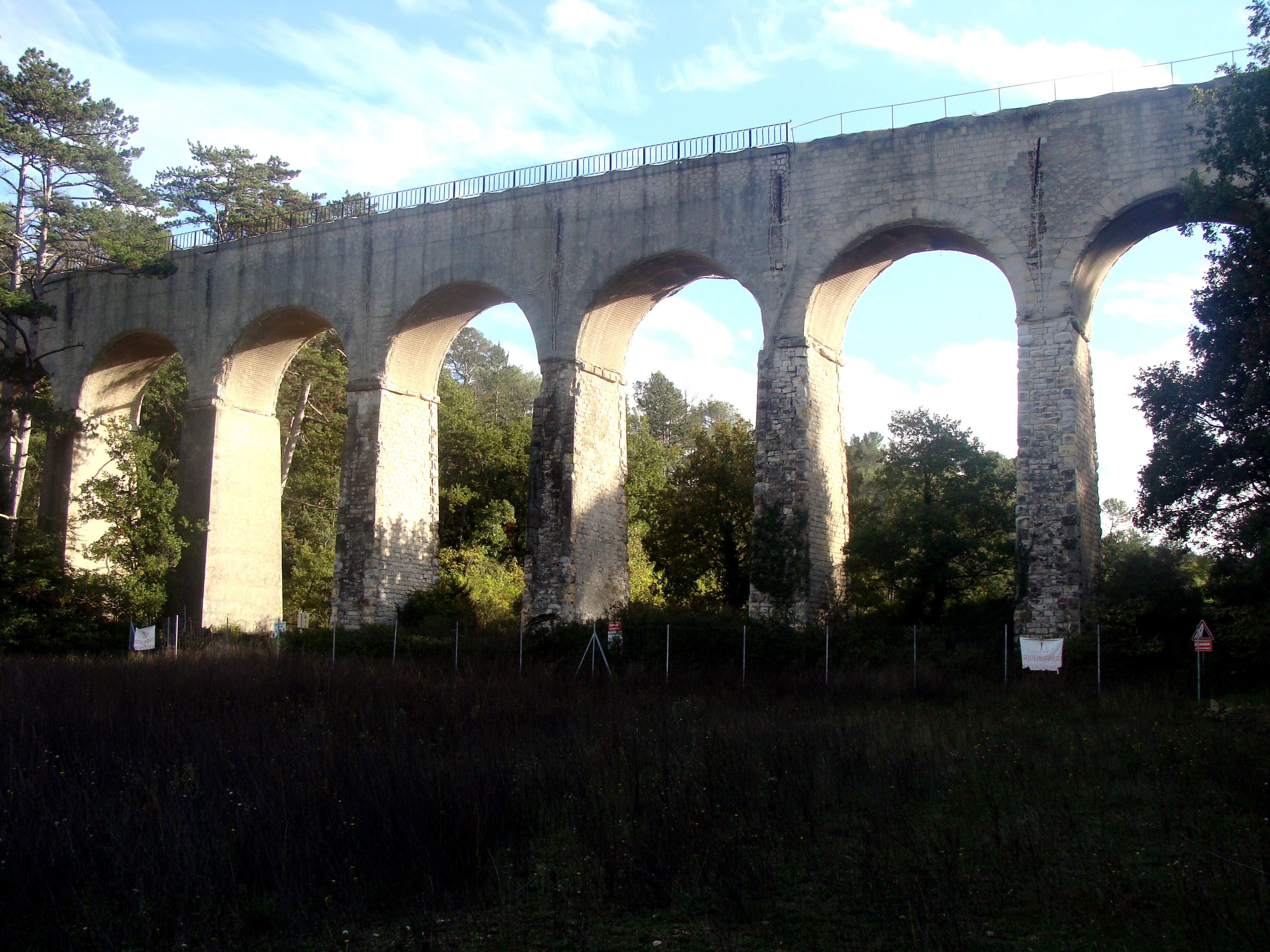
Aqueduc de Parrouvier en 2019.

## Le sentier du garde canal
Dans les basses gorges du Verdon, le sentier du garde canal permettant de longer l'ensemble de l'ouvrage se trouve en partie englouti par les eaux du lac d'Esparron. Une petite partie du canal en lui-même est praticable, sur les rives du lac, en face du village d'Esparron-de-Verdon. Mais à partir de Quinson, en 2014, le sentier est réhabilité et sécurisé sur 3,3 km avec des murets et ouvrages en pierre, belvédères, escaliers, passerelles et garde-corps ; c'est un des itinéraires majeurs de randonnée du parc naturel régional du Verdon.
En parallèle du sentier, les tunnels constituent aujourd'hui des gîtes d'hivernage et de reproduction très importants pour plusieurs espèces de chauves-souris, dont le Murin de Capaccini et le Minioptère de Schreibers.
À Peyrolles-en-Provence, pour valoriser l'histoire du canal du Verdon, un itinéraire de 12 km est inauguré en 2021 entre le siphon aval de Trempasse et le Camp Chinois.